# مورفی گایر
مورفی گایر (انگلیسی: Murphy Guyer؛ زادهٔ ۲۵ دسامبر ۱۹۵۲) نمایشنامه‌نویس، بازیگر و نویسنده] اهل ایالات متحده آمریکا است.
از فیلم‌ها یا برنامه‌های تلویزیونی که وی در آن نقش داشته‌است می‌توان به تالار شهر، ۲۴، شغال، وکیل مدافع شیطان، ابتدایی، قانون و نظم، او از من متنفر است، مظنون، راندرز، تالاب‌ها و مصلح اشاره کرد.